# Neuvic-Entier
Neuvic-Entier är en kommun i departementet Haute-Vienne i regionen Nouvelle-Aquitaine i västra Frankrike. Kommunen ligger i kantonen Châteauneuf-la-Forêt som tillhör arrondissementet Limoges. År 2022 hade Neuvic-Entier 874 invånare.

## Befolkningsutveckling
Antalet invånare i kommunen Neuvic-Entier
| Referens: INSEE |